# Mikołajewo (rejon miorski)
Mikołajewo (biał. Мікалаёва; ros. Миколаёво) – agromiasteczko na Białorusi, w obwodzie witebskim, w rejonie miorskim, w sielsowiecie Mikołajewo.
Dawniej używana nazwa – Mikołajów.

## Historia
W czasach zaborów dobra w gminie Mikołajewo, w powiecie dzisieńskim, w guberni wileńskiej Imperium Rosyjskiego, pod koniec XIX wieku własność Hłasków.
W latach 1921–1945 wieś leżała w Polsce, w województwie wileńskim, w powiecie dziśnieńskim w gminie Mikołajów. Siedziba gminy Mikołajów.
Według Powszechnego Spisu Ludności z 1921 roku zamieszkiwało tu 46 osób, 18 było wyznania rzymskokatolickiego a 28 prawosławnego. Jednocześnie 24 mieszkańców zadeklarowało polską, 20 białoruską a 2 inną przynależność narodową. Było tu 5 budynków mieszkalnych. W 1931 w 10 domach zamieszkiwało 61 osób.
Wierni należeli do parafii prawosławnej w Hołomyślu i rzymskokatolickiej w Dziśnie. Miejscowość podlegała pod Sąd Grodzki w Dziśnie i Okręgowy w Wilnie; mieścił się tu  urząd pocztowy który obsługiwał znaczną część gminy.
W wyniku napaści ZSRR na Polskę we wrześniu 1939 miejscowość znalazła się pod okupacją sowiecką. 2 listopada została włączona do Białoruskiej SRR. Od czerwca 1941 roku pod okupacją niemiecką. W 1944 miejscowość została ponownie zajęta przez wojska sowieckie i włączona do Białoruskiej SRR.
Od 1991 w składzie niepodległej Białorusi.